# Fuentes de la Roma antigua
Las fuentes de la Roma antigua (en latín, lacus) son diversas construcciones, de tamaño diferente, que disponían de cuencos para recoger el agua corriente y colocadas en las calles de la ciudad, proporcionando agua potable a los habitantes. Algunas fuentes estaban construidas directamente sobre el manantial, otras eran alimentadas por agua procedente de los acueductos. La fuentes más grandes, construidas de manera monumental, podían ser igualmente denominadas por el término de «ninfeo» (en latín, nymphaeum).

## Descripción
Las fuentes podían estar equipadas con cubetas con pie, monolitos o hechos por losas de piedra unidas entre sí mediante grapas metálicas. Se colocan a intervalos regulares a lo largo de las calles de la ciudad, alimentados por sifón a partir de tuberías de plomo debajo de la calle. Las casas de los ciudadanos más ricos romanos (domus y villa) a menudo tienen una pequeña fuente en el atrio. Las fuentes más grandes incluyen un suministro de agua más complejo que permitía, por ejemplo, producir chorros de agua por cabezal hidráulico.
Según Frontino, curator aquarum con Nerva, la ciudad de Roma tenía 39 fuentes monumentales y 591 cubetas públicas de dimensiones más modestas, alimentadas por agua de nueve acueductos, sin contar el agua que manaba en las fuentes de los palacios imperiales, en las termas y de los propietarios de las villas. Cada una de las más grandes fuentes eran alimentadas por dos acueductos diferentes, si uno estaba en mantenimiento.

## Nombre de las fuentes
Las fuentes de Roma reciben el nombre en función de la forma representada sobre el tubo de alimentación o en función del nombre de quien lo encargó. A veces las fuentes sirven como puntos de las características topográficas de localizar otros monumentos o para nombrar a una calle adyacente (por ejemplo el Vicus Laci Fundani o el Vicus Laci Tecti).

## Lista de fuentes
| Nombre                               | Tipo             | Región                  | Comentarios | Imágenes |
| ------------------------------------ | ---------------- | ----------------------- | --- | -------- |
| Lacus Aretis                         | Lacus            | Regio VIII, Velabro     | Asociado a un templo dedicado a Fortuna, quizá el que construyó Servio Tulio.                                                                                              |          |
| Lacus Cunicli                        | Lacus            | Regio IX                | Conocida por una inscripción del año 375. Pudo recibir su nombre de una escultura de un conejo alimentándose.                                                              |          |
| Lacus Curtius                        | Lacus, altar     | Regio VIII, Foro Romano | No es seguro que el monumento contuviera una fuente o una cubeta a pesar de su denominación.                                                                               |          |
| Lacus Esculinum                      | Lacus            | ?                       | Una fuente muy antigua según Varrón·. |          |
| Lacus Fagutalis                      | Lacus            | Regio II, Fagutal       | Probablemente situado en el extremo occidental del Esquilino, se relaciona con un altar compital.                                                                          |          |
| Lacus Fundani                        | Lacus            | Regio VI, Quirinal      | Citado durante los acontecimientos que opusieron a los partidarios de Vitelio y los de Vespasiano.                                                                         |          |
| Lacus Ganymedis                      | Lacus            | Regio VII               | Toma su nombre probablemente de una estatua de Ganímedes. |          |
| Fuente de Juturna Lacus Iuturnae     | Lacus            | Regio VIII, Foro Romano | Asociado a un edículo y un altar dedicados a Juturna. |          |
| Lacus Longus                         | Lacus            | Regio III               | Conocido solamente gracias a su mención en un edicto de Tarracio Baso·. |          |
| Meta Sudans                          | Lacus            | Regio IV, Coliseo       | |          |
| Lacus Orphei                         | Lacus, nymphaeum | Regio V, Esquilino      | Colocado en la cumbre del Clivus Suburanus según el poeta Marcial, se trata probablemente de un ninfeo que presenta a Orfeo encantando a los animales gracias a su música. |          |
| Lacus Pastorum                       | Lacus            | Regio III               | Situada al este del Coliseo. |          |
| Lacus Philippi                       | Lacus            | Regio XIV, Transtiberim | Construida por Felipe el Árabe a fin de arreglar un problema de aprovisionamiento de agua.                                                                                 |          |
| Lacus Pisonis                        | Lacus            | ?                       | Mencionada por Cicerón en el 56 a. C. para localizar una casa alquilada por su hermano Quinto.                                                                             |          |
| Lacus Poetelius                      | Lacus            | Regio IV o V, Cispius   | Fuente pública relacionada con el culto de los Argei. |          |
| Lacus Promethei                      | Lacus            | Regio I                 | Sobre la fuente estaba representado Prometeo crucificado, el agua fluyendo por sus heridas.                                                                                |          |
| Septizodium                          | Nymphaeum        | Regio X, Palatino       | Considerado más como un ninfeo que una fuente, disimula los cimientos de la Domus Severiana sobre el Palatino.                                                             |          |
| Estanque de Servilio Lacus Servilius | Lacus            | Regio VIII, Foro Romano | Fuente adyacente a la basílica Julia, utilizada durante las proscripciones de Sila para exponer las cabezas de los senadores ejecutados.                                   |          |